# OCTPATH
OCTPATH는 PRODUCE 101 JAPAN 시즌2 출신 8명으로 구성된 일본의 보이 밴드이다. 2022년 2월 싱글 'It's a Bop'으로 데뷔했다.

## 구성원
- 코세 나오키
- 다카하시 와타루
- 쿠리타 코헤이
- 카이호
- 코보리 슈
- 요츠야 신스케
- 오타 슌세이
- 니시지마 렌타

### 이전 구성원
- 토마

## 음반

### 스튜디오 앨범
- Showcase (2023년 2월 8일 발매)